# 9588 Кене
9588 Кене (9588 Quesnay) — астероїд головного поясу, відкритий 18 листопада 1990 року.
Тіссеранів параметр щодо Юпітера — 3,351.
Названо на честь французького економіста Франсуа Кене